# Licaão

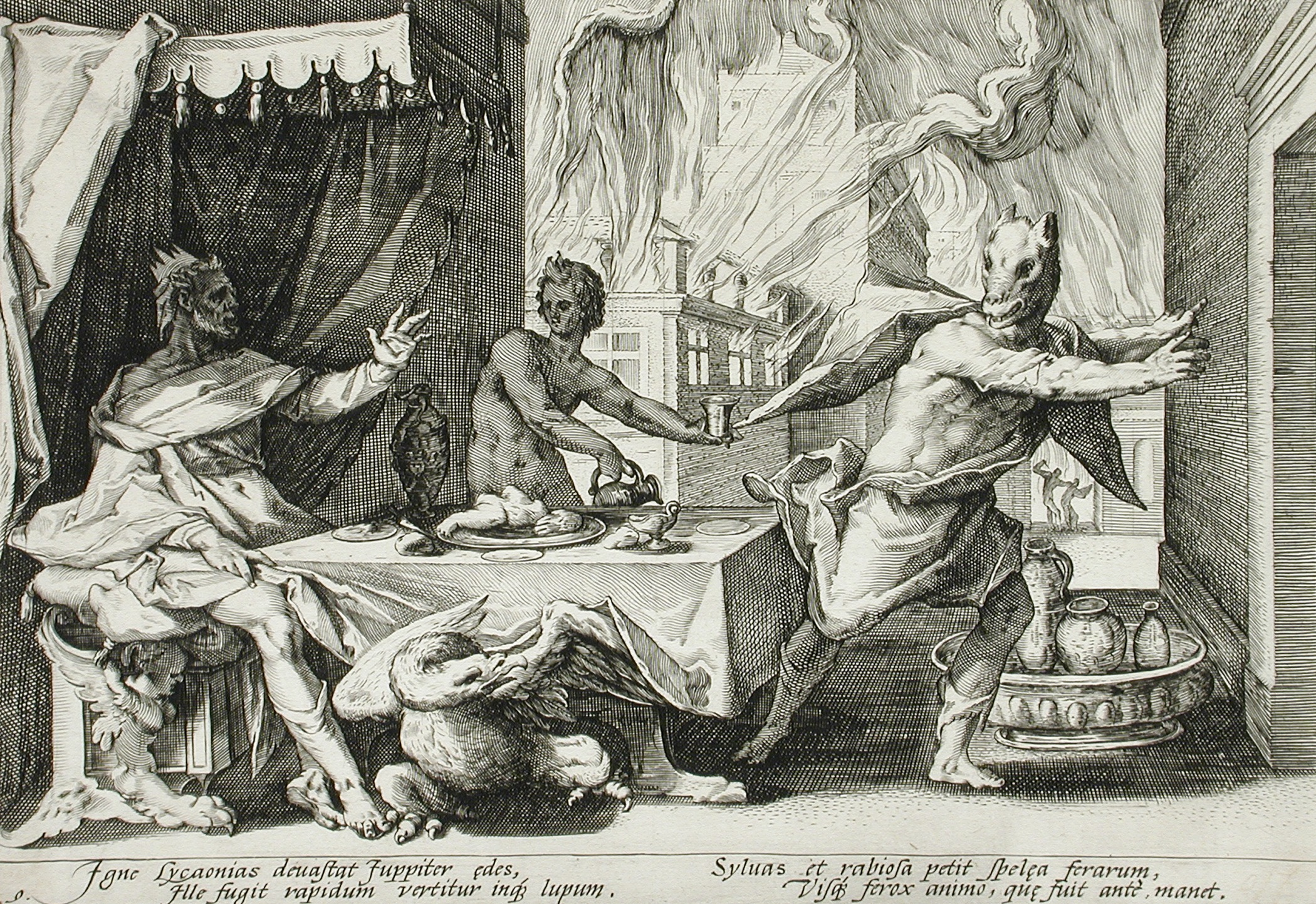
Zeus transformando Licáon em lobisomem, gravura de Hendrik Goltzius.

Licáon ou Licaonte (do grego Λυκάων) na mitologia grega era filho de Pelasgo, primeiro rei mítico da Arcádia. Segundo Pausânias (geógrafo), Licáon foi rei da Arcádia no tempo que Cécrope I foi rei de Atenas. Era muito querido por seu povo, pois havia abandonado a vida selvagem que tivera no passado e se tornado um homem culto e muito religioso. 
Fundou a cidade de Licosura, uma das mais antigas da Grécia e nela criou um altar a Zeus, mas sua apaixonada religiosidade o levou a realizar sacrifícios humanos, o que degenerou sua posição. Chegou ao ponto de sacrificar todos os estrangeiros que chegavam a sua casa, violando a sagrada lei da hospitalidade. 
Desaprovando essas aberrações, Zeus, o deus dos deuses, fêz-se passar por um peregrino e hospedou-se em seu palácio. Licaón preparou-se para sacrificá-lo, assim como havia feito com outros em nome de sua religiosidade. Porém, alertado por alguns sinais divinos quis assegurar-se de que o hóspede não era um deus como afirmavam seus temerosos súditos. Para isso mandou cozinhar a carne de um escravo e servir a Zeus. Enfurecido, Zeus transformou Licaón em um lobo e, por ser testemunha de tamanha crueldade, incendiou seu palácio.
Licaón era pai de inúmeros filhos, em torno de cinquenta. Os filhos de Licaón eram tão cruéis quanto o pai e se tornaram famosos por sua insolência e seus crimes. Tão logo ficou sabendo das barbaridades dos filhos de Licaón, Zeus se disfarçou de um velho mendigo e foi ao palácio dos Licaónidas para comprovar os rumores. Os jovens príncipes tiveram a ousadia de assassinar o próprio irmão, Níctimo e servir suas entranhas ao hóspede, misturadas com entranhas de animais.
Zeus descobriu a crueldade e enfurecido converteu todos em lobos, exilando-os, poupando apenas Calisto, a bela ninfa filha de Licaón por quem Zeus se apaixonou, tendo com ela o filho Arcas. Porém, a ciumenta esposa de Zeus, Hera transformou Calisto em uma ursa, mais tarde Zeus a transformou na Constelação da Ursa Maior e seu filho na Ursa menor. Zeus devolveu a vida a Níctimo que sucedeu seu pai no reino da Arcadia. No reinado de Níctimo aconteceu o dilúvio, pois Zeus já estava muito entristecido e desapontado com os seres humanos.